# MIX (アルバム)
『MIX』（ミックス）はグレートチキンパワーズの1stスタジオ・アルバム。

## 解説
デビュー・シングルのアルバム・バージョン収録。

## 収録曲
1. 君と自転車で2人乗り（4：15）[3]
2. 大きなジープに乗ってこのMACHIを出よう（4：17）[3]
サビの部分以外は北原ソロ。3rdシングルリカットバージョンとは異なる。
3. 進め!!2人の大冒険（4：32）[3]
4. 1つに（4：05）[3]
5. おしゃれしようよ（5：30）[3]
6. 銀色のリング（4：29）[3]
7. それだけでいい（5：34）[3]
8. 初めてあったあの時の気持ちで・・・（4：54）[3]
9. MIX JUICE（Special Version）（6：00）[3]
10. ありがとう（5：20）[3]

全作詞・作曲：GREAT CHICKEN POWERS／編曲：MOONLIGHT CAFÉ